# Цитен (Шлезвіг-Гольштейн)
Цитен (нім. Ziethen) — громада в Німеччині, розташована в землі Шлезвіг-Гольштейн. Входить до складу району Герцогство Лауенбург. Складова частина об'єднання громад Лауенбургіше-Зен.
Площа — 11,14 км2. Населення становить 1108 ос. (станом на 31 грудня 2020).

## Галерея

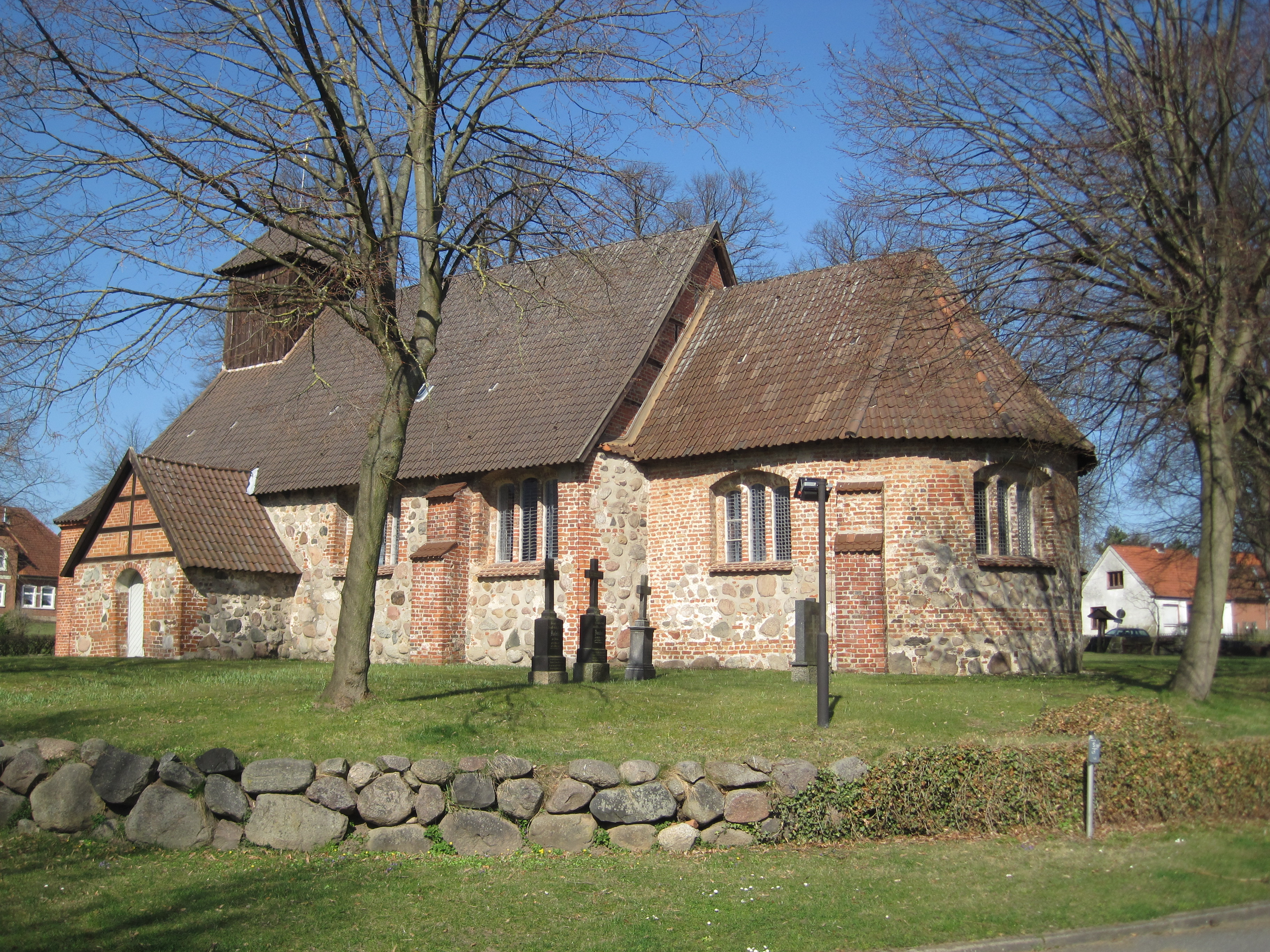
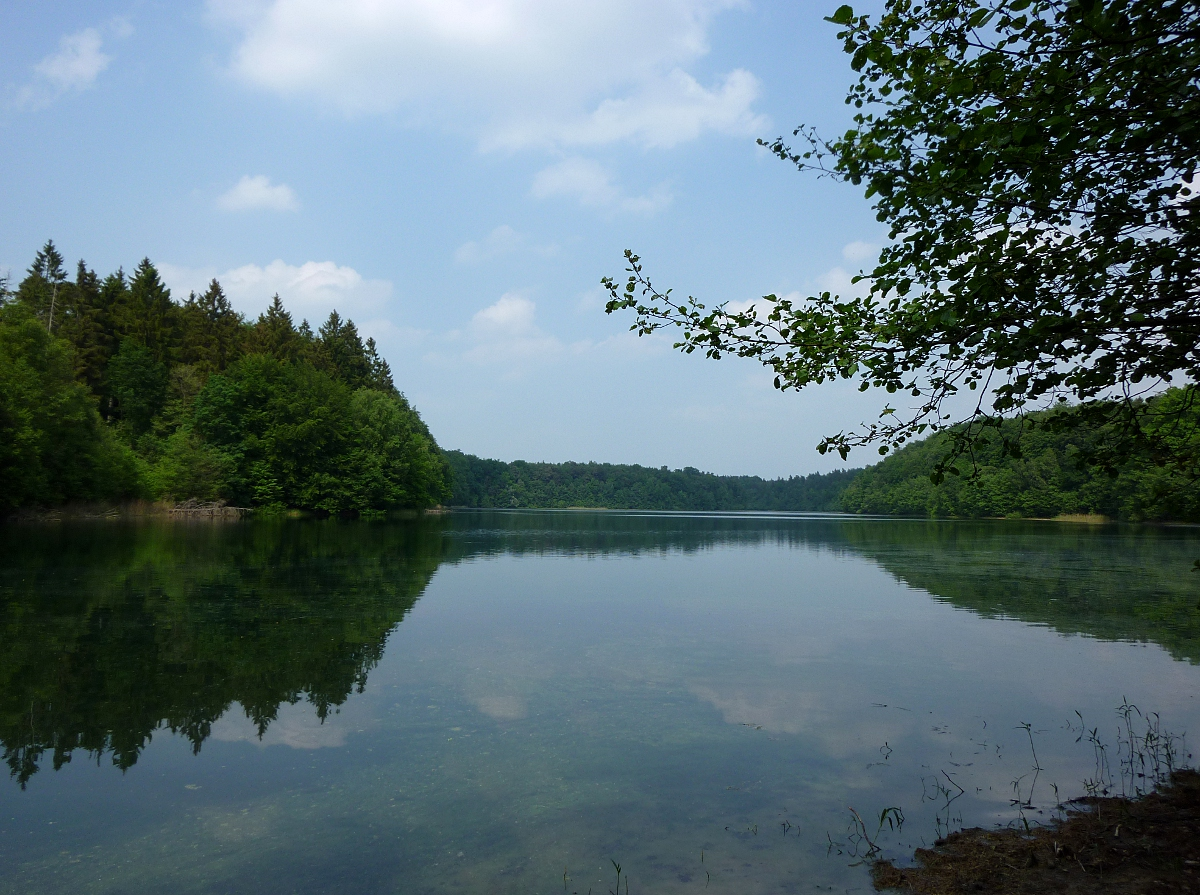